# عزة أغا ملك

عزة أغا ملك (ولدت في 14 يوليو عام 1942) هي روائية وشاعرة وناقدة وكاتبة مقالات فرنسية لبنانية المولد.

## السيرة الذاتية
ولدت عزة في مدينة طرابلس اللبنانية عام 1942 . التحقت بكلية العلوم الإنسانية (the École de Lettres) في بيروت. انتقلت عزة من لبنان إلى فرنسا مع ابنتيها عام 1975، مع بداية الحرب الأهلية اللبنانية. درست اللغة الفرنسية وآدابها في جامعة لوميير ليون الثانية، وحصلت هناك على درجة الدكتوراه في الأدب وعلم اللغة.
كتبت عزة العديد من الروايات والقصص القصيرة والمجموعات الشعرية. تُظهر أعمالها الظلم والعنف الذي يحدث جرّاء الحروب، كما تنتقد درو المرأة في العالم الإسلامي مع دراسة الجوانب الاجتماعية للشراكة بين الذكور والإناث في المجتمع.
تشارك عزة بأعمالها في كثير من معارض الكتب كل عام، خاصة المعرض السنوي للكتب باللغة الفرنسية في بيروت
لا تزال عزة كاتبة نشطة. تقضي أوقاتها في التنقل بين شمال لبنان ومنطقة بورغندي الفرنسية حيث تعيش.

## الجوائز
في عام 2012، تم تكريم عزة وإعطاءها رتبة «ضابط في الفنون والآداب» من وسام الدولة في فرنسا.

## أعمالها

### الروايات والقصص القصيرة
- 2010 : ? Qu'as-tu fait de tes mômes, Papa  (ماذا فعلت مع أطفالك يا أبي؟). دار نشر الفابار (AlfAbarre)، باريس.
- 2009 : Mariée à Paris... Répudiée à Beyrouth (حفل زفاف في باريس... مطلق في بيروت). دار نشر لاهارماتان (L'Harmattan)، باريس.
- 2006 : Bagdad : des morts qui sonnent plus fort que d'autres (بغداد: صوت هؤلاء القتلى يعلو أكثر من غيرهم). دار نشر الكتّاب (Éditions des Écrivains)، باريس.
- 2005 : Anosmia ou Nostalgie d’un sens interdit (الأنوسميا أو الحنين إلى حاسة ممنوعة) دار نشر الكتّاب (Éditions des Écrivains)، باريس. تم ترجمته إلى اللغة الإنجليزية بواسطة سينثيا هان
- 2002 : Récits Roses (قصص الورود) قصتان قصيرتان. دار نشر الكتّاب (Éditions des Écrivains)، باريس.
- 2001 : La Femme de mon mari (امرأة زوجي). دار نشر الكتّاب (Éditions des Écrivains)، باريس
- 1999 :  Les Portes de la Nuit (أبواب الليل). دار نشر الكتّاب (Éditions des Écrivains)، باريس.
- 1997 :  La Dernière des Croisés (الفترة الأخيرة للصليبيين). دار الكتاب الدولي للنشر، بيروت.
- 1996 : La Mallette (الحقيبة). دار جروس للنشر، بيروت.
- 1994 :  Balafres (ندوب).
- 1992 : Récits bleus (القصص الزرقاء) ثلاث قصص قصيرة. دار المتنبي للنشر، باريس.
- 1960 : Sans rendez-vous préalable (بدون موعد مسبق) قصة قصيرة. مطابع بيروت، بيروت.
- 1957 : Le drame n’arrivera pas deux fois (المأساة لا تحدث مرتين) قصة قصيرة. مطابع بيروت، بيروت

### الشعر
- 2011 : Mes Villes Mes Amours Mes Solitudes (مدينتي، حبي، عزلتي). دار درغام للنشر، بيروت.
- 2008 :  À quatre mains et à deux cœurs (أربعة أيادي وقلبين). دار نشر الكتّاب (Éditions des Écrivains)، باريس.
- 2005 : Petits poèmes pour un Grand Homme (قصائد قصيرة لرجل عظيم). دار نشر دو روي، بيروت.
- 2004 : Poésie tripolitaine francophone (شعر طرابلس الفرنسي). دار نشر دو روي، طرابلس.
- 2003 :" La mise à nu " ، دار نشر الكتّاب (Éditions des Écrivains)، باريس.
- 2000: " Modes inconditionnels des aubes mensongères ". دار نشر الكتّاب (Éditions des Écrivains)، باريس.
- 1992 : ...Quand les larmes seront pleurées (عندما تبكي قطرات الدموع...). تكنو بريس (Technopress)، بيروت.
- 1992 : Entre deux battements de temps (بين اثنين من دقات الوقت). تكنو بريس (Technopress)، بيروت.
- 1985 : Migration (الهجرة). . دار جروس للنشر، بيروت.